# Ajuntament de la Canonja
L'Ajuntament de la Canonja és una casa consistorial neoclàssica de la Canonja (Tarragonès) protegida com a Bé Cultural d'Interès Local.

## Descripció
Edifici entre mitgeres de planta baixa més dos. A la planta baixa, una portalada principal centrada en l'eix de la façana. Sobre la clau de l'arc un escut policromat del municipi. Al primer pis, una balconada correguda sobre cartel·les en forma de modilló amb tres obertures amb llinda sobre les quals existeix un timpà de forma semicircular en la porta central i triangulars en les dues laterals. A sobre, unes llegendes: "any", "casa consistorial", "1883". A segon pis, seguint la mateixa disposició d'obertures, tres finestres, la central cegada. Corona la façana una balustrada que s'entrega a uns murets en els extrems i, al centre, decorats amb un element central de forma romboidal.